# Eotetranychus spinifer
Eotetranychus spinifer är en spindeldjursart som beskrevs av Wang 1980. Eotetranychus spinifer ingår i släktet Eotetranychus och familjen Tetranychidae. Inga underarter finns listade i Catalogue of Life.